# Кућа Милана Пироћанца
Кућа Милана Пироћанца се налази у Београду, на углу Француске и Симине улице, представља непокретно културно добро као  споменик културе.

## Архитектура
Кућа је подигнута око 1884. године за Милана Пироћанца, претпоставља се по пројекту архитекте Јована Илкића, као типичан пример репрезентативне градске архитектуре тог времена. Пироћанац је за зидање своје куће, како је говорио свом пријатељу Милану Милићевићу, утрошио новац који је добио продајом имања за 4.000 дуката, а поред тога задужио се 75.000 франака код Лендер банке.
Репрезентативни ефекат пројекта куће у духу тада владајућег академизма са неоренесансним елементима у обради фасада, конципираног као слободностојећа вила, постигнут је симетричном композицијом основе и богатом декоративном обрадом спољашњости. Године 1934. извршено је дозиђивање мансарде. Посебну вредност фасади која је малтерисана давао је декоративни фриз постављен на широком појасу између прозора на првом спрату рађен у зграфиту који је оправком уништен.
Општи утисак раскошности у ентеријеру допуњавају гипсана пластика плафона и зидова, ограде од кованог гвожђа и делови намештаја високог занатског нивоа. У кући се одвијао значајан део политичког и друштвеног живота Београда и Србије крајем 19. века. Зграда је потом служила за потребе дипломатских представништава, а од Другог светског рата у њој се налази седиште Удружења књижевника Србије. Од 2001. године на истој адреси су и Српско књижевно друштво и Удружење књижевних преводилаца Србије.
У кући су живели:
- Од 1884. до 1901. становала је породица Пироћанац
- Од 1901. до 1914. у згради је било смештено турско посланство
- Од 1919. до 1934. Америчко посланство
- Од 1934. до 1940. Ауто-клуб краљевине Југославије
- Потом Удружење књижевника Србије, Савез књижевника Југославије, Српско књижевно друштво,  Удружење књижевних преводилаца Србије, редакције часописа „Књижевне новине“, "Књижевни магазин",„Савременик“,  као и ресторан Клуб књижевника.